# Люльков Віталій Григорович
Віта́лій Григо́рович Люлько́в (1978—2023) — молодший сержант збройних сил України, учасник російсько-української війни. Кавалер ордена «За мужність» ІІІ ступеня.

## Життєпис
Народився 28 липня 1978 в місті Потсдам, Німеччина, оскільки народився в сім'ї військовослужбовця. Згодом родина повернулася в Україну та проживала в Кіровоградській області.
Після школи вступив до Олександрійського професійно-технічного училища № 316, здобув професію машиніста кранів автомобільних.
У 1996—1998 роках проходив строкову службу. Працював будівельником, мав власну бригаду.
З перших днів повномасштабного вторгнення долучився до 2 роти спеціального призначення 1 загону спеціального призначення 71-ї окремої єгерської бригади.
Нагороджений відзнакою Президента України «За оборону України». Обороняв Харківщину та Донеччину.
Загинув внаслідок ворожого мінометного обстрілу поблизу села Вербове Запорізької області. Похований на Алеї Слави Лісового кладовища в місті Києві. Залишилися дружина, син та донька.